# Natalia (cantante)
Natalia Druyts, detta Natalia (Westerlo, 3 dicembre 1980), è una cantante belga.
Dopo aver raggiunto la notorietà grazie al talent show Idol 2003, ha pubblicato diversi album che hanno quasi sempre raggiunto la vetta della classifica belga. Ha collaborato con artisti come Anastacia, The Pointer Sisters, le En Vogue, Shaggy e Gabriel Rios.

## Biografia
Si è fatta conoscere al grande pubblico nel 2003 partecipando al talent show Idol 2003, classificandosi seconda. Immediatamente dopo questo risultato ha firmato un contratto con l'etichetta discografica Sony BMG, per la quale ha debuttato nello stesso anno con il singolo Without You, piazzatosi al secondo posto della classifica belga dei singoli. Il brano è stato inserito nel disco di debutto della cantante, uscito nel novembre 2003 e intitolato This Time e promosso da altri quattro singolo; I've Only Begun to Fight, che ha raggiunto la vetta della classifica belga,, Higher That the Sun, con la quale ha partecipato alle preselezioni per l'Eurovision Song Contest di quell'anno, che ha doppiato il successo del primo singolo raggiungendo la medesima posizione, e I Want You Back, anche questo di ottimo successo commerciale. Anche il disco ha raggiunto un ottimo riscontro commerciale, raggiungendo la quarta posizione in classifica.
La cantante ha pubblicato il suo secondo album, intitolato Back for More, già nel 2004, riscuotendo ancora più successo e debuttando in vetta alla classifica belga e rimanendovi per cinque settimane. Anche da questo disco sono stati estratti quattro singoli; Risin', Fragile, Not Broken, Shelter e il doppio singolo Ridin' By/You Are. Nel 2005 è stato realizzato un DVD, intitolato Back for More Live, dal vivo contenente scene tratte dal tour che ha promosso le vendite dell'album. L'anno successivo è stato invece ripubblicato l'intero disco con l'aggiunta di due tracce. Durante questo periodo, la cantante ha duettato con il noto gruppo tutto al femminile The Pointer Sisters incidendo una cover del noto brano degli Eurythmics e Aretha Franklin Sisters Are Doin' It for Themselves, che ha raggiunto la seconda posizione in Belgio. Nel 2006 è stato pubblicato un singolo mai incluso in nessun album, Rid of You, che senza promozione ha raggiunto la quattordicesima posizione della classifica belga.
È tornata a incidere il suo terzo album nel 2007, anno in cui è stato pubblicato con il titolo Everything & More, che ha bissato il risultato del precedente mantenendo la vetta della classifica per cinque settimane consecutive. Per la promozione del disco sono stati estratti i singoli Gone to Stay, I Survived You, Drop a Little e Glamorous/Where She Belongs, duetto con le En Vogue di grande seguito di pubblico. Nel 2008 ha pubblicato il suo secondo DVD, intitolato Natalia Meets En Vogue feat. Shaggy, che ha suggellato la collaborazione dell'artista belga con il noto gruppo delle En Vogue e con il cantante giamaicano Shaggy.
Immediatamente dopo all'uscita del suo secondo DVD ha cominciato a lavorare al quarto disco di inediti, uscito nel 2009 con il titolo Wise Girl ed ennesimo successo per la cantante. Il disco ha infatti mantenuto la vetta della classifica per due settimane, e anche i singoli da esso estratti, All or Nothing, Heartbreaker, Still with Me e Feeling, sono stati ben accolti dal pubblico.
Nel 2010, in occasione del terremoto di Haiti, ha realizzato insieme a Gabriel Rios una cover del brano Hallelujah di Leonard Cohen per scopi benefici, di gran successo commerciale in Belgio.
Sempre nel 2010 è uscito il primo album dal vivo della cantante, intitolato Acoustelicious, e il singolo On the Radio. Nel mese di settembre dello stesso anno è stato inoltre pubblicato il singolo Burning Star, duetto con Anastacia. Questo singolo ha anticipato l'uscita della prima raccolta dei brani di successo dell'artista, Best of Natalia, pubblicata il 15 novembre 2010, che ha raggiunto la posizione numero 10 della classifica belga.
Nell'aprile del 2013 esce Overdrive, il quinto album di Natalia, anticipato dal singolo omonimo. Altri singoli estratti sono: Boom e A Girl Like Me. Il 2 dicembre dello stesso anno esce la ristampa in edizione deluxe contenente 7 tracce bonus, 5 inediti, di cui 2 mai pubblicate prima (Angel in duetto con Lionel Richie, e One Minute) e un DVD contenente l'ultimo concerto tenuto da Natalia il 12 ottobre per festeggiare i 10 anni di carriera e in più un backstage.

## Discografia parziale

### Album in studio
- 2003 - This Time
- 2004 - Back for More
- 2006 - Natalia Meets The Pointer Sisters (con The Pointer Sisters)
- 2007 - Everything & More
- 2009 - Wise Girl
- 2013 - Overdrive
- 2016 - In My Blood
- 2017 - The Sound of Me
- 2023 - Hallelujah To The Beat

### Album dal vivo
- 2010 - Acoustelicious
- 2024 - Live In Concert

### Colonne sonore
- 2011 - Originele Soundtrack Groenten Uit Balen (con Jasper Steverlinck e Koen Brandt)

#### Raccolte
- 2004 - De Meest Bekende Hits!
- 2010 - Best of Natalia

### Singoli
- 2003 - Without You
- 2003 - I've Only Begun to Fight
- 2004 - Higher Than the Sun
- 2004 - I Want You Back
- 2004 - Risin'
- 2004 - Fragile, Not Broken
- 2005 - Shelter
- 2005 - Ridin' By/You Are
- 2005 - Sisters Are Doin' It for Themselves (con The Pointer Sisters)
- 2006 - Rid of You
- 2007 - Gone to Stay
- 2007 - Glamorous/Where She Belongs (con le En Vogue)
- 2008 - I Survived You
- 2008 - Drop a Little
- 2008 - All or Nothing
- 2009 - Heartbreaker
- 2009 - Feeling
- 2009 - Still with Me
- 2010 - Hallelujah (con Gabriel Rios)
- 2010 - On the Radio
- 2010 - Burning Star (con Anastacia)
- 2011 - 1 Minute
- 2012 - Angel (con Lionel Richie)
- 2013 - Overdrive
- 2013 - Boom
- 2013 - A Girl Like Me
- 2014 - Ride Like The Wind
- 2018 – Con Ganas

- 2019 – De Nada (feat. Lya)
- 2021 – Lento
- 2021 – Lento (feat. Chenoa)
- 2021 – Qué Fuerte, Tía
- 2022 – Fama
- 2023 – Cien X Cien
- 2024 – Nadie Más
- 2025 – Tu Diosa (feat. Rasel)

## Videografia

### Home video
- 2005 - Back for More Live
- 2008 - Natalia Meets En Vogue feat. Shaggy
- 2013 - Overdrive